# Жанажол (Мактааральський район)
Жанажо́л (каз. Жаңажол) — село у складі Мактааральського району Туркестанської області Казахстану. Входить до складу сільського округу Аязхана Калибекова.
У радянські часи село називалось 30 літ Казахської РСР.
Населення — 1947 осіб (2021; 2197 у 2009, 1290 у 1999, 1064 у 1989).